# یان اریک لیندکوئیست
یان اریک لیندکوئیست (سوئدی: Jan Erik Lindqvist؛ ‏ ۲۵ ژوئیهٔ ۱۹۲۰ – ۲۳ اکتبر ۱۹۸۸) بازیگر اهل سوئد بود.
از فیلم‌ها یا مجموعه‌های تلویزیونی که وی در آن‌ها نقش داشته‌است، می‌توان به مادربزرگ و پروردگارمان اشاره نمود.